# Tori Black
Tori Black (Seattle, Washington, 1988. augusztus 26. –) biszexuális, amerikai pornószínésznő. A felnőttfilm-iparban 2007-ben kezdett el dolgozni, azóta több mint 250 filmben szerepelt. A pornó szinte minden műfajában kipróbálta már magát, többek között feltűnt leszbikus, anális, DP, interracial, bdsm, illetve gangbang jelenetekben is.

## A felnőttfilmek világában
Tori Black nagyon szegény családból származik, gyermekkorát a Washington állambeli Seattle külvárosában töltötte. Fiatalon komoly problémái voltak az alkohollal, 15 évesen elvonóra kellett járnia.
18 éves korában pénzt szeretett volna gyűjteni a főiskolai tanulmányaira, ezért jelentkezett egy jó fizetést ígérő internetes hirdetésre, és elküldte a képeit egy floridai ügynöknek. Felnőtt filmes karrierje Floridában indult el, majd menedzsere javaslatára Los Angelesbe költözött. Pornóipari karrierjének első évében már ötven filmben szerepelt. Az igazi áttörés azonban 2008 decemberében következett be, amikor a Penthouse címlapján tűnt fel. Ezután karrierje gyorsan felfelé ívelt, egyre több szerepet kínáltak fel neki. Első anális jelenete a 2009-ben megjelent Interactive Sex with Tori Black című filmben jelent meg.
Számos világhírű női és férfi pornószínésszel dolgozott együtt, mint például Alexis Texas, Monique Alexander, Bobbi Starr, Toni Ribas, Manuel Ferrara, Rocco Siffredi, Tom Byron, Lexington Steele, vagy éppen Steve Holmes.
Saját bevallása szerint a legkeményebb jelenete a Rocco Siffredi-vel forgatott jelenet volt. A jelenet különlegessége abban áll, hogy a vad, erőszakos anális szexjeleneteiről híres olasz pornószínész, Rocco Siffredi 2004-ben visszavonult a pornó világából, majd öt év szünet után, 2009 szeptemberében, éppen a Tori Black-kel forgatott jelenettel tért vissza a felnőttfilmek szereplői közé. Ráadásul Tori Black korábban csak három anális jelenetben szerepelt, így viszonylag tapasztalatlanul került össze a nála 25 évvel idősebb színésszel, akit nyers, durva és a női társait gyakran megalázó és kimerítő stílusa tett híressé és hírhedtté. A jelenet után a színésznő több ízben elismerte, hogy ez volt élete leghevesebb, legkimerítőbb aktusa, és, hogy nem számított olyan durva bánásmódra, mint amit a jelenet alatt átélt. Mindenesetre a jelenetet tartalmazó film 9.2 pontot ért el az IMDb 10-es skáláján.
A pornós karrierje után szeretne családot alapítani és újságíróként dolgozni.

## Díjai
Tori Black számtalan díjat kapott felnőttfilmes karrierjének elismeréséül. Ő az egyetlen a történelemben, aki kétszer egymás után megkapta az AVN Female Performer of the Year Award díjat, vagyis az év legjobb női pornószínészének járó díjat 2010-ben és 2011-ben. 2011-ben az AVN Tori Black-nek ítélte a legjobb orális szexjelenetért járó díjat is. A Complex.com oldal által összeállított legszebb aktív pornószínésznők 100-as listáján az előkelő első helyezést kapta.

## Véleménye a pornóiparról
Tori Black szeret kiállni a nők jogaiért, legfőképpen a nőknek azon jogáért, hogy szabadon választhassák a pornózást karrierül. Egy 2009-es interjúban így nyilatkozott: „Régebben, ha egy fiú megkívánt engem, mindent megadtam neki, amit akart. De most, azt teszem, amit én akarok, ráadásul fizetnek érte, és én vagyok az, aki irányít. A pornónak köszönhetően az emberek rámnéznek és azt mondják „kívánlak” és én döntöm el, hogy igent vagy nemet mondok. Vágyakat ébresztek bennük. Uralom a szenvedélyüket és a nemi vágyaikat. (…) Mindeközben karriert is építek. Pénzügyileg sikeres vagyok, és elég emberrel találkozok ahhoz, hogy egyszer saját vállalkozást indítsak. (…) Nagyon jól érzem magam így, a kamerák előtt és a kamerák mögött is.”